# Lago Chao
El lago Chao (en chino, 巢湖; pinyin, Cháo hú) es un lago de la República Popular de China localizado en la confluencia de las ciudades de Chaohu y Hefei, en la provincia de Anhui. Con sus 760 km², es el lago más grande de Anhui y uno de los cinco mayores lagos de agua dulce en China. La isla Laoshan se encuentra en el lago. Cerca de 5 millones de personas viven cerca del lago, y lo utilizan para el riego, el transporte y la pesca. El uso intensivo del lago en los últimos años ha dado lugar a la eutrofización y sedimentación. Debido al rápido crecimiento económico de China, el lago es ahora uno de los lagos más contaminados de China.

## Leyenda sobre el lago
Según la leyenda, el sitio del lago una vez fue una próspera ciudad con llamada Chaozhou. A causa de los pecados de su pueblo, fue maldecido por los cielos y la ordenarón de ser destruida por las inundaciones. La tarea iba a ser llevada a cabo por un dragón blanco que solo fue capaz de encontrar una buena persona, una anciana ("lao" en chino) de apellido Jiao. Después de la destrucción de Chaozhou, solo la anciana y su hija se salvaron. Se convirtieron en las dos islas que salen del lago. Esta leyenda de hecho, puede tener sus raíces en la historia geológica, ya que el lago Chao se encuentra en la intersección de varias líneas de falla principales, de las cuales la más famosa es la falla Tan Lu, que causó el gran terremoto de Tangshan en 1976 en su sección norte.
Otra leyenda dice que la anciana tenía premoniciones y logró salvar a toda la región de las inundaciones y en su honor fue llamado Lago Jiao.